# Communauté de communes de la Haute-Châtaigneraie
La communauté de communes de la Haute-Châtaigneraie (CCHC) était une communauté de communes française, située dans le département du Cantal et la région Auvergne.

## Historique
La communauté de communes de la Haute-Châtaigneraie a été créée le 31 décembre 1993 et dissoute le 31 décembre 2008. La dissolution de la Communauté de Communes a été constatée par l'arrêté préfectoral n° 2008- 2017 du 24 décembre 2008 et prononcée le 31 décembre 2008.
Chacune de ces communes a adhéré à une autre Communauté de communes. Les communes de Leucamp, Prunet et Teissières-lès-Bouliès ont rejoint la Communauté de communes du Pays de Montsalvy, les communes de Labrousse et Vezels-Roussy la Communauté d'agglomération du bassin d'Aurillac.

## Composition
Elle regroupait les 5 communes suivantes :
- Labrousse
- Leucamp
- Prunet
- Teissières-lès-Bouliès
- Vezels-Roussy